# Опети, Альберт
Альберт Опети (фр.  Aupetit Albert Paul Louis Charles; родился 28 апреля 1876 году, Сансер, Шер, Франция — 11 февраля 1943, Париж) — французский экономист, президент французского общества статистики, генеральный секретарь Банка Франции в 1920—1926 годах.

## Биография
Альберт Опети родился 28 апреля 1876 года в городе Сансере, департамента Шер во Франции.
В 1901 году удостоен докторской степени по праву на факультете права в Париже.
Преподавательскую деятельность начал в 1901—1903 годах в качестве лектора на факультете права в Париже. В 1910—1914 годах преподавал историю на Бесплатных Высших практических курсах в Париже.
В 1901—1926 годах был служащим: в 1902—1906 годах был помощником секретаря, а в 1906—1914 годах руководитель секретариата по общим и экономическим вопросам, в 1914—1919 годах помощник генерального секретаря, в 1919—1920 годах генеральный контролёр, а в 1920—1926 годах генеральный секретарь Банка Франции. В 1906 году был секретарём международной конференции по созданию Банка государства Марокко.
Первая мировая война
В годы Первой мировой войны был мобилизован и в 1914—1918 годах был лейтенантом при генеральном штабе генерала Жоффр, в 1915 году стал капитаном при 56-й стрелковой дивизии, а в 1918 году командир батальона резерва.
После войны в 1922—1937 годах профессор политологии в бесплатной школе политических наук, а в 1931 году был финансовым директором Парижская колониальная выставка.
В 1936—1943 годах был членом Академии моральных и политических наук, членом совета Эконометрического общества, членом Международного статистического института, почётный президент Общества бухгалтерского учёта, президент французского общества статистики, содиректор журнала экономистов и член исполнительного комитета Revue d'économie politique.
Альберт Опети умер 11 февраля 1943 года в Париже.
Семья
Альберт Опети женился в 1905 году на Мадлен Харманд (1885-?), а 19 марта 1911 года у них родился сын Андре Опети (1911—1975, Париж).

## Награды
За свои достижения был награждён:
- Военный крест (1914-1918) (Франция)[англ.]*.
- Командор Ордена Почётного легиона.